# Дмитриева, Наталья Владимировна
Ната́лия Влади́мировна Дми́триева (28 июня 1945, Ленинград — 25 ноября 2023, Санкт-Петербург) — советская и российская актриса театра и кино. Заслуженная артистка Российской Федерации (1996).

## Биография
Родилась 28 июня 1945 года в Ленинграде.
Окончила ЛГИТМиК (курс Р. А. Сироты и В. С. Андрушкевича). С 1967 по 1977 год играла на сцене Ленинградского театра имени Ленинского комсомола. С 1979 по 1980 год — актриса театра Ленсовета.
Почти 20 лет преподавала в «Лицее искусств «Санкт-Петербург». Вместе с учащимися лицея ставила спектакли, писала сценарии и придумывала сценографию.
С 1981 года и до конца жизни служила в Санкт-Петербургском молодёжном театре на Фонтанке.
Снималась в кино и на телевидении, работала на радио.
Скончалась 25 ноября 2023 года в Санкт-Петербурге на 79-м году жизни после продолжительной болезни.
Церемония прощания с актрисой состоялась 29 ноября 2023 года на малой сцене Санкт-Петербургского Молодёжного театра. Прах захоронен на Серафимовском кладбище.

## Личная жизнь
Была замужем за актёром Леонидом Неведомским (1939—2018). Дочь Полина Леонидовна Неведомская (род. 1970) — балетмейстер, затем окончила ЛГИТМиК, работала в Александринском театре, затем режиссёр Новгородского академического театра драмы имени Ф. М. Достоевского.

## Признание и награды
- Заслуженная артистка России (1996)[2]

## Творчество

### Роли в театре

#### Ленинградский Ленком
- «С любимыми не расставайтесь» А. М. Володина — Ирина[4].
- «Лошадь Пржевальского» М. Ф. Шатрова — Силик
- «Чайка» А. П. Чехова — Нина Заречная
- «Жаворонок» Ж. Ануя — Жанна
- «По ком звонит колокол» по Э. Хемингуэю — Мария

## Фильмография
- 1966 — Принимаю бой — Нюра, рабочая из бригады Максимовой
- 1970 — Впереди день — «Мальвина»
- 1971 — Бумбараш — Варвара
- 1973 — Письмо из юности — Анна Петровна
- 1977 — Эхо в пуще — Волька
- 1978 — Мятежная баррикада — Багрова, революционерка
- 1979 — Путешествие в другой город — гостья на дне рождения Наташи
- 1979 — Прогулка, достойная мужчин — Людмила
- 1979 — Уходя — уходи — Виктория, жена Пашки
- 1982 — Сквозь огонь — Клавдия
- 1984 — Ребячий патруль — Анна, мама Витамина
- 1985 — Тревоги первых птиц — Ульяна Петрачиха
- 1987 — Мы — ваши дети — Байкалова, учительница литературы в ПТУ
- 1991 — Невозвращенец — Лена, жена Корнеева
- 1999 — Агент национальной безопасности — эпизод (3-я серия)
- 2001 — Агентство НЛС — Кира Львовна, мать Инны
- 2002 — Агентство «Золотая пуля» (серия «Дело о порнографии») — Римма Павловна
- 2014 — Иные — взрослая Майя Леонидова

### Телеспектакли
- 1982 — Тарантул — Валентина
- 1984 — Убийце — Гонкуровская премия — Рози Соваж, обозреватель газеты